# Molophilus berigora
Molophilus berigora är en tvåvingeart som beskrevs av Günther Theischinger 1994. Molophilus berigora ingår i släktet Molophilus och familjen småharkrankar. Inga underarter finns listade i Catalogue of Life.